# 紀元前179年
紀元前179年（きげんぜん179ねん）は、ローマ暦の年である。

## 他の紀年法
- 干支 : 壬戌
- 日本
  - 孝元天皇36年
  - 皇紀482年
- 中国
  - 前漢 : 文帝元年
- 朝鮮
  - 檀紀2155年
- 仏滅紀元 : 366年
- ユダヤ暦 : 3582年 - 3583年

## できごと

### ローマ帝国
- ティベリウス・センプロニウス・グラックス・マイヨルはローマの知事としてヒスパニアに派遣され、反乱を鎮圧した。
- テヴェレ川に世界最古の石橋Pons Aemiliusが架けられた。
- マルクス・アエミリウス・レピドゥスがケンソル及びローマ元老院議員に任命された。

### ギリシア
- マケドニア王国の王ピリッポス5世が、兄のペルセウスに唆されて弟のデメトリウスを死に追いやったのを後悔しながらアンフィポリスで死去した。しかし、彼の後はペルセウスが継いだ。

### 小アジア
- ペルガモン王国の王エウメネス2世はポントスのファルナケス1世を破った。エウメネスとカッパドキアのアリアラテス4世の連合軍に勝てないと悟ると、ファルナケスはスィノプを除くガラティアとパフラゴニア（英語版） の全ての領土を譲渡するという和平案を提示した。

### 中国
- 漢の文帝は陸賈を南越国の使者として派遣し、南越国の君主の趙佗は説得されて、皇帝を称するのをやめて漢朝に復帰する事に決め、ただ南越王と称した。

## 誕生
- 劉安、前漢の皇族、学者（+ 紀元前122年）
- 司馬相如、前漢の政治家、文章家（+ 紀元前117年）
- 董仲舒、前漢の儒学者（+ 紀元前104年）

## 死去
- ピリッポス5世、マケドニア国王（* 紀元前238年）
- 劉襄、前漢の皇族